# Pawłodolskaja
Pawłodolskaja (ros. Павлодольская) – stanica w Rosji, w Osetii Północnej, w rejonie mozdockim. W 2010 liczyła 5456 mieszkańców.